# Водолазные боты проекта 535
Морские водолазные боты проекта 535 типа «Краб» (по классификации НАТО — Yelva-class diving support vessels) — серия советских водолазных судов, предназначенных для обеспечения подводно-технических, судоподъёмных, исследовательских и спасательных работ на глубинах до 60 метров.
Проект разработан Западным ПКБ, главные конструторы К. И. Чичев и В. Ф. Безукладов; имел модификации: 535М («Краб-М») — для гражданских заказчиков, и 535Э — для поставки на экспорт. Суда выпускались в период 1970—1986 годов Гороховецким судостроительным заводом; гражданскими модификациями оснащались экспедиционные отряды аварийно-спасательных и подводно-технических работ (ЭО АСПТР) морских пароходств ММФ СССР.

## Проект

### Основные технические характеристики
- Длина наибольшая: 41 м.
- Длина между перпендикулярами: 37 м.
- Ширина: 8 м.
- Высота борта: 3,5 м.
- Водоизмещение с полными запасами (полное): 306 т.
- Осадка средняя: 2,07 м.
- Мощность главных двигателей: 2 × 300 л. с.
- Скорость: 12,4 уз.
- Автономность: 10 сут.
- Дальность плавания: 1500 миль[5].

### Конструкция, системы и агрегаты

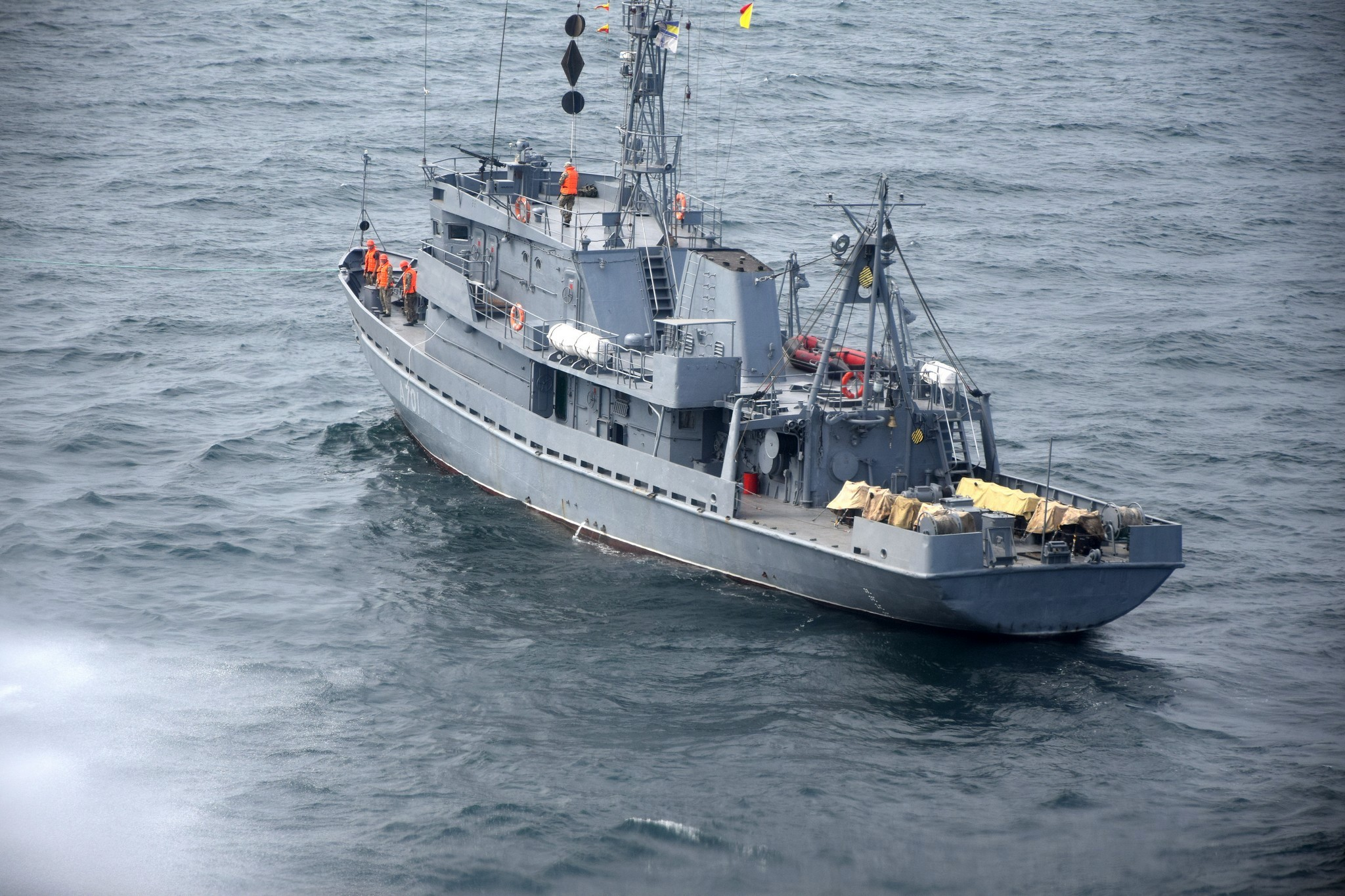
Водолазное судно «Почаев» (Почаїв, бортовой номер A701; бывший советский ВМ-152) проекта 535 из состава ВМС Украины, 2018 год.

КорпусГладкопалубный с транцевой кормой и значительной седловатостью, материал — сталь ВСт3Сп2, имеет ледовое усиление, разделён 5-ю водонепроницаемыми переборками. Непотопляемость обеспечивается при затоплении одного любого отсека. Система набора смешанная: днище и палуба по продольной схеме, борт и платформа по поперечной. Рубка выполнена из алюминиевого сплава АМГ-5М.
Главная энергетическая установкаДва дизеля 3Д12А со встроенными реверс-редукторами, каждый работает на четырёхлопастной винт фиксированного шага диаметром 1,17 м из нержавеющей стали 1Х14НДЛ.
Вспомогательная энергетическая установкаДизель-генераторы ДГР 50/1500 (2 шт.) и один ДГР 25/1500. Автоматизированный котлоагрегат КВА 0,25/3.
Якорное устройство2 становых якоря Холла по 400 кг с цепями калибра 22 и длиной 175 м. Кормовой адмиралтейский якорь 150 кг с тросом длиной 300 м. При водолазных работах судно ставится на кормовой и становой якоря лагом к ветру.
Водолазное оборудованиеШлюзовая камера вместимостью 2 чел. со спуско-подъёмным устройством, расположена у левого борта и может использоваться для ускоренного подъёма водолазов или как батисфера с внутренним атмосферным давлением, имеет 4 иллюминатора и глубоководную осветительную установку, на борту стыкуется со стационарной декомпрессионной двухотсечной камерой поточного типа диаметром 1600 мм. Выработку сжатого воздуха осуществляют два дизель-компрессора ДК2-3 с системой очистки и осушки и устройством зарядки аквалангов. Судно оснащено системой подводного телевидения и телефонной связью с водолазами и декомпрессионной камерой. Для проведения работ имеется система грунторазмыва с безреактивным стволом, питаемая дизельным насосом ДПжН 220/105 (110 м3/ч, 180 м вод. ст.), электросварочный агрегат АСУМ-400 и оборудование газовой сварки/резки. Для спуска и подъёма шлюзовой камеры, водолазной беседки, шлангов и кабелей применяются специальные электролебедки и вьюшки, при передаче грузов на грунт и для спуска рабочей шлюпки ЯЛП2 с мотором «Ветерок-8» используется грузовая стрела на грот-мачте, грузоподъемностью 2,5 т. Комплекс обеспечивает одновременную работу до трех водолазов.
ОбитаемостьЖилые помещения экипажа, каюты комсостава, электрифицированный камбуз с буфетом, столовая экипажа, необходимые кладовые с холодильными установками и санитарно-бытовые помещения. Система кондиционирования централизованная. Дополнительные автономные кондиционеры установлены в столовой («Нептун-36») и водолазном посту (АКМГ-10-3ОУ-1).